# أغنيتا هورن
أغنيتا هورن (بالسويدية: Agneta Horn)‏ هي كاتبة سير ذاتية سويدية، ولدت في 18 أغسطس 1629 في ريغا في لاتفيا، وتوفيت في 18 مارس 1672 في City of Stockholm (former municipality) ‏ في السويد.